# Marquesado de Padierna
El marquesado de Padierna es un título nobiliario pontificio de carácter personal, creado por el papa León XIII el 2 de mayo de 1900 a favor de Manuela Padierna de Villapadierna y Erice. Su nombre se refiere al apellido familiar.

## Marqueses de Padierna
|                                | Titular                                   | Periodo                        |                                |
| Creación por el papa León XIII | Creación por el papa León XIII            | Creación por el papa León XIII | Creación por el papa León XIII |
| ------------------------------ | ----------------------------------------- | ------------------------------ | ------------------------------ |
| I                              | Manuela Padierna de Villapadierna y Erice | 1900-1936                      |                                |

## Historia
Manuela Padierna de Villapadierna y Erice (agosto, 1870-Madrid, 9/10 de noviembre de 1936), I marquesa pontificia de Padierna. Era hija de Felipe Padierna de Villapadierna y Muñiz, I conde de Villapadierna y caballero de la Orden de Santiago, y de Manuela de Erice y Urquijo, hija de Martin Francisco de Erice Elorz y de María Cecilia de Urquijo y Landaluce.
El marquesado de Padierna está íntimamente ligado al condado de Erice y al marquesado de Muñiz, todos ellos títulos nobiliarios pontificios creados por el papa León XIII para los hijos del I conde de Villapadierna: Manuela, Jesús y Gabriel. El uso de estos títulos en España fue autorizado por el rey Alfonso XIII el 23 de mayo de 1900.
Durante la Revolución Española de 1936, Manuela fue apresada por miembros de la Milicia confederal, junto con su hermano Gabriel y su sobrina María, en las escaleras del Palacio de Villapadierna de Madrid. Ese mismo día se les condujo hasta la checa de Fomento, donde fueron asesinados.